# Запас
Запаси — це продукція виробничо-технічного призначення, споживчі й інші товари, що перебувають на різних стадіях виробництва й обігу, та очікують вступу в процес виробничого або особистого споживання. Запаси складають значну частку оборотних активів на підприємствах.
Норма запасу — мінімальна кількість матеріальних ресурсів, що забезпечує безперервність виробництва й обігу.
Показники запасу в економіці — показники матеріальних або грошових залишків, які можна виміряти на певний момент часу. Слід відрізняти від показників потоку, які вимірюються як обсяг матеріалів або грошей за період часу.

## Класифікація запасів
З погляду логістики запаси поділяють на товарні й виробничі:
- Виробничі запаси — частина сукупних запасів, призначених для виробничого споживання.
До виробничих запасів відносять сировину, матеріали, що надійшли до споживачів, але ще не використані й не піддані переробці.
- Товарні запаси — частина сукупних запасів, що перебуває на підприємствах-виробниках у вигляді готової продукції й у каналах сфери обігу (запаси у дорозі та запаси на підприємствах торгівлі).
Товарні запаси поділяють на запаси засобів виробництва й запаси предметів споживання.

За функціями запаси підрозділяють на такі види[джерело?]:
- поточні (циклічні) запаси, створюються протягом середньостатистичного виробничого періоду, або запаси обсягом в одну партію;
- резервні (страхові, буферні) запаси — запаси для компенсації випадкових коливань попиту або пропозиції, а також спекулятивні запаси, створені на випадок очікуваних змін попиту або пропозиції;
- автономні запаси, створені для здійснення діяльності в кожному зі сполучних пунктів процесу з відносною незалежністю один від одного.

За місцем розміщення поділяють на такі види[джерело?]:
- складські запаси — запаси розміщені на складах
- перехідні (технологічні, транзитні) запаси: рухаються з однієї частини логістичної системи в іншу

## Мета створення запасів
- забезпечення й підтримка належного обслуговування клієнтів;
- вирівнювання потоку товарів;
- забезпечення захисту від невизначеності попиту та пропозиції;
- розумне використання людей та устаткування;
- можливість економії при закупівлі більшими партіями.

## Методи управління запасами
За підходами до управління запаси поділяють на два види[джерело?]:
- запаси незалежного попиту;
- запаси залежного попиту.

Для кожного з них розроблені алгоритми управління товарними запасами. Існує понад сімдесят описаних алгоритмів планування запасів. Кожен з них має багато видозмін[джерело?].
Для запасів незалежного попиту
Найкраще підходять такі методи[джерело?]:
1. Прості системи:
- однобункерна;
- двобункерна;

Система необов'язкового поповнення
2. Системи постійної (багаторазової) дії: а) Моделі фіксованого розміру партії:
- Економічний розмір замовлення;
- Виробничий розмір замовлення;
- Кількісних дисконтів

б) Моделі фіксованого періоду
3. Системи одноразової дії (модель «продавця газет»)
Для запасів залежного попиту
Застосовують складніші в описанні, але простіші в дії моделі: «планування потреби в матеріалах» (англ. Material Requirements Planning, MRP) або «планування ресурсів виробництва» (англ. Manufacturing resource planning), зокрема, метод MRP II, а також модель «якраз вчасно» (англ. Just-in-Time, JIT).

## Облік запасів
За міжнародними стандартами звітності запаси належать до оборотних активів. Порядок обліку запасів визначається МСБО 2 «Запаси».
Українське положення (стандарт) бухгалтерського обліку П(С)БО 9 «Запаси» визначає, що первісна оцінка запасів здійснюється за первісною вартістю (собівартістю).
На визначену дату запаси оцінюють за меншою з двох величин: або первісною вартістю або чистою вартістю реалізації.
При відпуску запасів у виробництво, з виробництва у продаж та іншому вибутті їх оцінка може здійснюється за одним з таких методів:
- ідентифікованої собівартості відповідної одиниці запасів;
- середньозваженої собівартості;
- собівартості перших за часом надходження запасів (ФІФО);
- нормативних затрат;
- ціни продажу.

Для всіх запасів, що мають однакове призначення та однакові умови використання, має застосовуватися тільки один із методів.
Вибраний метод зазначається в наказі про облікову політику.